# Ратнер Олександр Петрович
Олександр Петрович (Хацкелевич) Ратнер (1906—1956) — радянський вчений-радіохімік, доктор хімічних наук, професор. Учасник запуску першого в СРСР радіохімічного заводу.

## Біографія
Закінчив ЛДУ, залишений на кафедрі для викладацької діяльності. Учень В. Г. Хлопіна.
Одночасно працював у Радієвому інституті: науково-технічний співробітник (1929), аспірант (1930), старший спеціаліст (1932), а з 1937 року заступник завідувача хімічним відділом, з 1938 року — завідувач адсорбційної лабораторії.
У 1935 році затверджений у вченому ступені кандидата хімічних наук без захисту дисертації. Із 1937 року доктор хімічних наук. Професор.
Автор наукових досліджень із вивчення хімічних властивостей плутонію та нептунію, адсорбції радіоелементів, займався розробкою технології виділення плутонію і очищення його від домішок урану і продуктів поділу. У 1949—1951 роках науковий керівник радіохімічного заводу.
За забезпечення першої ядерної бомби плутонієм у жовтні 1949 року присуджена Сталінська премія I ступеня.
Помер у 1956 році.

## Нагороди та премії
- ордени Леніна (29.10.1949; 27.03.1955)
- орден Червоної Зірки (21.03.1947)
- Сталінська премія І ступеня (1949) — за розробку технології хімічного отримання плутонію